# Duopalatinus emarginatus
Duopalatinus emarginatus är en fiskart som först beskrevs av Valenciennes, 1840.  Duopalatinus emarginatus ingår i släktet Duopalatinus och familjen Pimelodidae. Inga underarter finns listade i Catalogue of Life.